# Huehuetlán el Chico
Huehuetlán el Chico är en kommun i Mexiko.   Den ligger i delstaten Puebla, i den sydöstra delen av landet, 120 km söder om huvudstaden Mexico City.
Följande samhällen finns i Huehuetlán el Chico:
- Huehuetlán El Chico